# Central Intelligence
Central Intelligence (bra: Um Espião e Meio; prt: Central de Inteligência) é um filme estadunidense de comédia de espionagem e ação de 2016, estrelado por  Kevin Hart e Dwayne Johnson, dirigido por Rawson Marshall Thurber, roteirizado por Thurber, Ike Barinholtz, e David Stassen.[carece de fontes?]

## Enredo
Em 1996, o popular atleta Calvin "Foguete Dourado" Joyner está sendo homenageado em sua escola. Na metade do discurso de Calvin, um grupo de valentões liderados por Trevor Olson jogam o obeso mórbido Robbie Weirdicht, que estava tomando banho nu, na quadra onde a assembléia está acontecendo. Apenas Calvin e sua namorada, Maggie Johnson, são solidários com Wheirdicht. Calvin chega a cobrir rapidamente Wheirdicht com sua jaqueta do time do colégio. Wheirdicht agradece Calvin e foge envergonhado.
Vinte anos depois, em 2016, Calvin é casado com Maggie e trabalha como  contador forense, mas está insatisfeito com sua carreira. Maggie sugere que eles consultem um terapeuta para salvar seu casamento em deterioração. No trabalho, Calvin recebe uma solicitação de amizade no Facebook de um homem chamado Bob Stone, que o convida para encontrá-lo num bar e revela ser Robbie Wierdicht. Calvin fica chocado ao ver que Wierdicht se transformou em um homem musculoso e confiante, com avançadas habilidades em combate corpo a corpo. Stone pede que Calvin revise alguns registros contábeis. Calvin decifra os registros como transações multimilionárias de um leilão, com o pagamento final a ser feito no dia seguinte. Stone evita as perguntas de Calvin e passa a noite em seu sofá.
Na manhã seguinte, um grupo de agentes da CIA liderados por Pamela Harris chega à casa de Calvin em busca de Stone, que escapa. Harris diz a Joyner que Stone é um perigoso agente desonesto que pretende vender os códigos de satélite para o maior lance. Logo depois, Stone sequestra Calvin e explica que ele está tentando impedir um criminoso conhecido como Black Badger de vender os códigos, mas precisa das habilidades de Calvin para encontrar as coordenadas da localização do acordo. Depois de um ataque por um caçador de recompensas, Calvin foge e chama Maggie, dizendo-lhe para encontrá-lo no escritório do conselheiro matrimonial. Harris o intercepta e diz a ele que Stone assassinou seu parceiro Phil Stanton e é o próprio Black Badger. Ela o avisa para não contar a Maggie e dá a ele um dispositivo para alertá-los sobre a localização de Stone. Calvin, em seguida, chega para aconselhamento matrimonial, onde ele encontra Stone posando como o conselheiro.
Stone convence Calvin a ajudá-lo, e Calvin faz uma reunião com Trevor Olson, que é capaz de rastrear a conta no exterior para o leilão, para que eles possam obter a localização do negócio. Olson pede desculpas por seus erros no ensino médio, alegando que ele encontrou Deus; apenas para admitir que ele estava mentindo, ri na cara deles e intimida Bob novamente. Harris chama Calvin e ameaça prender Maggie se ele não ajudá-los a deter Stone. Calvin é forçado a trair Stone, e a CIA o prende. Enquanto Harris tortura Stone para fazê-lo confessar, Calvin decide ajudar Stone a escapar. Calvin acha que o acordo está acontecendo em Boston e ajuda Stone a roubar um avião. Em um estacionamento subterrâneo, onde o acordo está sendo realizado, Stone entra sozinho, enquanto Calvin vê Harris entrar um pouco mais tarde. Ele erroneamente assume que ela é o Texugo Negro e corre atrás dela, mas encontra Stone se encontrando com o comprador e alegando ser o Texugo Negro. Stone atira em Calvin, roçando seu pescoço para mantê-lo seguro.
Phil Stanton chega, revelando que ele está vivo, e afirma que ele é o verdadeiro Texugo Negro. O comprador tenta recuperar os códigos de Stone e Stanton, mas a CIA chega e um tiroteio começa, enquanto Calvin pega os dois códigos e corre para fora. Ele encontra Stone e Stanton, que se envolvem em combate. Incapaz de decidir quem é o criminoso, Calvin atira aleatoriamente em Stone, mas Stanton confessa que ele é o Texugo Negro e que Stone é inocente. Calvin causa uma distração que permite que Stone rasgue a garganta de Stanton, matando-o.  Os dois entregam os códigos para Harris, que depois os entrega na reunião da escola, onde Calvin se reconcilia com Maggie. Bob é anunciado como o Rei do Baile, com Calvin revelando a Maggie que ele invadiu o sistema de votação para garantir a vitória de Stone.  Olson tenta intimidar Stone pela terceira vez, mas Stone o derruba com um soco. Enquanto Stone faz seu discurso, ele revive seu mais embaraçoso momento de colegial e tira todas as suas roupas com confiança. Ele sai do palco para se unir à sua paixão de colegial, Darla McGuckian.
Antes dos créditos finais, Maggie está grávida e Calvin se juntou à CIA. Como presente pelo seu primeiro dia de trabalho, Bob dá a Calvin sua jaqueta do colégio, que ele havia guardado por todos esses anos. Os dois entram no caminhão de Stone e partem para começar o dia de trabalho.

## Elenco
- Kevin Hart como Calvin Joyner
- Dwayne Johnson como Robbie Weirdicht / Bob Stone  Sione Kelepi como o jovem Robbie Weirdicht
- Amy Ryan como agente Pamela "Pam" Harris
- Aaron Paul como Phil Stanton / Black Badger
- Danielle Nicolet como Maggie Johnson-Joyner
- Jason Bateman como Trevor Olson  Dylan Boyack como o jovem Trevor Olson
- Melissa McCarthy ( não creditada ) como Darla McGuckian
- Ryan Hansen como Steve
- Timothy John Smith como agente Nick Cooper
- Thomas Kretschmann como o comprador
- Megan Park como Lexi
- Phil Reeves como Kent
- Kumail Nanjiani como Jared o guarda de segurança do aeroporto
- Slaine como bandido

## Produção

### Desenvolvimento
O roteiro começou a ser escrito pela Universal Pictures em 2010 e Thurber foi selecionado para dirigir e começar a escrever o roteiro junto com Ike Barinholtz e David Stassen. Antes do início da produção, Thurber convenceu a New Line Cinema a comprar o roteiro e o estúdio tornou-se o distribuidor doméstico do filme através da Warner Bros. Naquele ano, Dwayne Johnson foi escalado ao lado de Kevin Hart.

### Filmagens
A fotografia principal começou em 6 de maio de 2015 e ocorreu em Atlanta, Geórgia e em vários locais de Massachusetts, incluindo Boston, Burlington, Lynn, Middleton e Quincy.  A fotografia principal terminou em julho de 2015. Para promover o filme, Johnson e Hart tiveram uma guerra no Instagram entre si no set.

## Lançamento
O filme estreou no Regency Village Theatre em 10 de junho de 2016. A Warner Bros. lida com distribuição nos Estados Unidos, onde o filme estreou em 17 de junho de 2016, enquanto a Universal cobre a distribuição global, como o filme foi lançado entre junho e julho de 2016.

### Mídia doméstica
O filme foi lançado em formato Digital HD em 13 de setembro de 2016, antes de ser lançado em DVD, Blu-ray e 4K Ultra HD em 27 de setembro de 2016.